# Goran Paskaljević
Goran Paskaljević (en cyrillique : Горан Паскаљевић) est un réalisateur yougoslave puis serbe et français né le 22 avril 1947 à Belgrade et mort le 25 septembre 2020 à Paris.

## Biographie
Né à Belgrade, Goran Paskaljević est élevé par ses grands-parents à Niš dans le sud de la Serbie, à la suite du divorce de ses parents. Quatorze ans plus tard, il retourne à Belgrade où il travaille avec son beau-père à la cinémathèque yougoslave.
Paskaljević appartient à un groupe de plusieurs cinéastes yougoslaves qui sont diplômés de la prestigieuse école de cinéma et de télévision de l'Académie du film de Prague (FAMU). Après son retour en Yougoslavie, il réalise une trentaine de documentaires et 16 longs métrages qui ont été projetés dans de nombreux festivals de films internationaux (tels que Cannes, Berlin, Venise, Toronto et Saint-Sébastien) et ont été acclamés par la critique. La montée du nationalisme lors de l'éclatement de la Yougoslavie l'a contraint à quitter son pays en 1992.
En 1998, il retourne en Serbie pour réaliser le film Baril de poudre (Bure baruta) qui a remporté le prix FIPRESCI au Festival international du film de Venise et aux Prix du cinéma européen. En 2001, Variety International Film Guide l'a désigné comme l'un des cinq meilleurs réalisateurs mondiaux de l'année. Le Museum of Modern Art de New York (MoMA) a présenté une rétrospective complète de son travail en janvier 2008. C'est ensuite BFI Southbank (en) (Londres) qui a organisé en juillet 2010 une rétrospective complète de ses 16 longs métrages, ainsi que la publication d'une monographie (en anglais) sur son œuvre .
Paskaljević vivait entre Belgrade et Paris et avait la nationalité serbe et française. En 2008, il a été nommé Officier de l'Ordre des Arts et des Lettres. 
Il meurt le 25 septembre 2020 à Paris.

## Filmographie

### Courts métrages
- 1969 : Pan Hrstka (Monsieur Hrstka)
- 1970 : A Few Words About Love (Nekolik slov o lásce)
- 1973 : Deca (documentaire)
- 1974 : Teret (documentaire)
- 1974 : Kapetan Janko (documentaire)
- 1975 : Iz pobede u pobedu (documentaire)
- 1979 : Sipad (documentaire)

### Longs métrages
- 1976 : Beach Guard in Winter (Čuvar plaže u zimskom periodu)
- 1977 : The Dog Who Loved Trains (Pas koji je voleo vozove)
- 1979 : The Days on Earth Are Flowing (Zemaljski dani teku)
- 1980 : Traitement spécial (Poseban Tretman) (également scénariste)
- 1982 : Twilight Time
- 1984 : Mes amours de 68 (Varljivo leto '68)
- 1987 : Ange gardien (Andjeo čuvar)
- 1989 : Le Temps des miracles (Vreme čuda)
- 1992 : Tango argentino
- 1995 : L'Amérique des autres (Someone Else's America)
- 1998 : Baril de poudre (Bure baruta)
- 2001 : Mon cher ennemi
- 2004 : Songe d'une nuit d'hiver (San zimske noći)
- 2006 : Optimisti
- 2009 : Honeymoons (Medeni mesec)
- 2012 : La Partition inachevée (Kad svane dan)

## Distinctions
- Festival international du film de Valladolid 1995 : Espiga de Oro du meilleur film pour L'Amérique des autres
- Mostra de Venise 1998 : prix FIPRESCI pour Baril de poudre
- Festival international du film de Valladolid 2006 : Espiga de Oro du meilleur film pour Optimisti